# Tên lửa chống tên lửa đạn đạo
Tên lửa chống tên lửa đạn đạo (anti-ballistic missile - ABM) là một tên lửa được thiết kế để chống lại các tên lửa đạn đạo (một tên lửa dùng để phòng thủ tên lửa). Một tên lửa đạn đạo được sử dụng để mang đầu đạn hạt nhân, hóa học, sinh học hoặc các đầu đạn thông thường, tên lửa sẽ bay theo quỹ đạo bay đường đạn. Thuật ngữ "tên lửa chống tên lửa đạn đạo" mô tả bất kỳ các hệ thống tên lửa nào được thiết kế để chặn những tên lửa đạn đạo. Tuy nhiên thuật ngữ này phổ biến hơn là sự đề cập đến các hệ thống tên lửa chống tên lửa đạn đạo (ABM) được thiết kế để chặn, phá hủy các tên lửa đạn đạo liên lục địa tầm dài mang đầu đạn hạt nhân (ICBM).
Chỉ có hai hệ thống tên lửa chống tên lửa đạn đạo (ABM) trước đây hoạt động để chống lại tên lửa đạn đạo liên lục địa, một loại của Hoa Kỳ là hệ thống Bảo vệ an toàn (Safeguard), loại này sử dụng các loại tên lửa LIM-49A Spartan và Sprint; một loại của Nga là Hệ thống tên lửa chống tên lửa đạn đạo A-35, loại này sử dụng tên lửa đánh chặn Galosh, bản thân các tên lửa sử dụng trong hai hệ thống ABM này đều mang đầu đạn hạt nhân. Safeguard của Mỹ chỉ hoạt động trong một thời gian ngắn; hệ thống của Nga đã được cải tiến và hiện vẫn đang hoạt động, hiện nay hệ thống này gọi là A-135 và sử dụng hai kiểu tên lửa là Gorgon và Gazelle. Tuy nhiên hệ thống AMD đã được chấp nhận để triển khai hoạt động. Nó không đạn nổ, nhưng phóng một đạn động năng.
Có ba hệ thống tên lửa chống tên lửa đạn đạo của Mỹ và hiện đang hoạt động gồm: Hệ thống tầm thấp giai đoạn cuối Patriot của lục quân Mỹ, hệ thống tầm cao giai đoạn cuối Terminal High Altitude Area Defense (THAAD), Hệ thống tầm cao giai đoạn giữa Aegis/Standard SM-3 của hải quân. Đối với Nga là các hệ thống đất đối không tầm thấp giai đoạn cuối là S-300 và S-400, tầm trung và cao là hệ thống A-135.

## Lịch sử ban đầu của các ABM

### Từ Chiến tranh thế giới thứ hai đến thập niên 1950

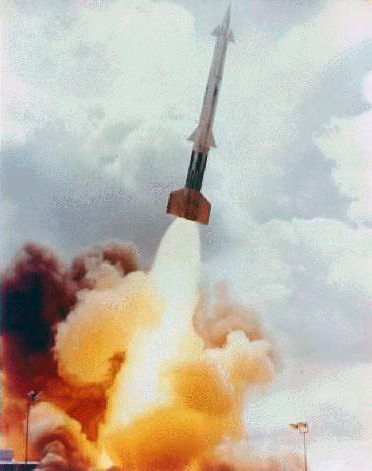
Phóng tên lửa Nike Zeus

Ý tưởng về việc bắn rơi các rốc két của đối phương trước khi chúng có thể đánh vào mục tiêu của mình được bắt đầu bằng việc sử dụng các loại tên lửa hiện đại đầu tiên trong chiến tranh, chương trình V-1 và V-2 trong Chiến tranh thế giới thứ hai của Đức Quốc xã. Các máy bay tiêm kích của Anh và Mỹ đã cố gắng phá hủy "buzz bomb" (phi pháo) V-1 trong giai đoạn bay trước khi chạm mục tiêu thu được một vài thành công, dù sử dụng pháo phòng không hạng nặng bắn tập trung đạt được thành công lớn hơn. Loại tên lửa V-2 là loại tên lửa đạn đạo thực sự đầu tiên, không thể phá hủy nó bằng máy bay hoặc pháo binh. Thay vào đó, quân Đồng minh đã thực hiện Chiến dịch Crossbow để tìm kiếm và phá hủy các giàn phóng và tên lửa V-2 trước khi phóng. Phần lớn chiến dịch này không có hiệu quả, một chiến dịch tương tự cũng được tiến hành trong Chiến tranh Vùng vịnh, mục tiêu của chiến dịch này là các bệ phóng và tên lửa Scud. Trong giai đoạn cuối của chiến tranh thế giới thứ 2, do lực lượng quân đồng minh tiến nhanh qua Bỉ và Hà Lan nên các bệ phóng của V-2 đã dần bị chiếm hoặc phá hủy.
Lực lượng vũ trang Mỹ bắt đầu thử nghiệm các tên lửa chống tên lửa không lâu sau Chiến tranh Thế giới II, những nghiên cứu thử nghiệm này đã được thực hiện nhờ vào các nhà khoa học hàng đầu về tên lửa của Đức quốc xã được Mỹ tuyển mộ như Wernher von Braun. Nhưng ưu tiên hàng đầu của Mỹ trong giai đoạn sau chiến tranh là phòng thủ chống lại các máy bay ném bom tầm xa của Liên Xô, việc này kéo dài đến cuối thập niên 1950, khi Liên Xô bắt đầu thử nghiệm các tên lửa của mình (đặc biệt là việc phóng vệ tinh nhân tạo đầu tiên của thế giới là Sputnik vào vũ trị tháng 10-1957). Hệ thống thử nghiệm ABM đầu tiên là hệ thống V-1000 của Liên Xô (đây là một phần của chương trình ABM "A-35" thử nghiệm), ngay sau Nike Zeus, một biến đổi của hệ thống phòng không hiện có lúc đó của Mỹ. Nike Zeus tỏ ra không thể thực hiện được, và công việc sau đó được thực hiện trên Nike X.
Phương án nghiên cứu khác của Mỹ là thử nghiệm những vụ nổ vài vũ khí hạt nhân công suất thấp trên độ cao rất lớn phía trên nam Đại Tây Dương, các vũ khí này được phóng đi từ các tàu chiến. Những thiết bị được sử dụng là đầu đạn W25 thúc đẩy phân hạch 1,7 kt. Khi một vụ nổ như vậy xảy ra tia X sẽ được giải phóng và xuyên qua bầu khí quyền Trái đất, gây ra cơn mưa các hạt mang điện trên diện tích hàng trăm dặm vuông. Sự chuyển động của các hạt mang điện này trong từ trường Trái đất gây ra một xung điện từ (EMP) mạnh sẽ tạo ra những dòng điện rất lớn trong bất kỳ vật chất truyền dẫn nào. Mục đích của thử nghiệm là xác định thiệt hại của xung điện từ đối với việc định vị bằng radar, thiệt hại đối với các thiết bị thông tin liên lạc và mực độ phá hủy đối với các bảng mạch điện của tên lửa và vệ tinh. Kết quả của dự án không được công bố, dù cái gọi là "các thử nghiệm tác động" tương tự với thử nghiệm trên, vẫn được tiến hành đến năm 1992, đây là một đặc tính bình thường của những thử nghiệm dưới mặt đất tại Địa điểm thử Nevada. "Các thử nghiệm tác động" này được dùng để xác định sức chịu đựng cụ thể của đầu nổ, RV và các thành phần khác như thế nào trong vụ nổ ABM ngoài khí quyền.
Những quốc gia khác cũng nghiên cứu ABM từ rất sớm. Một dự án tiên tiến hơn tại CARDE ở Canada, nghiên cứu vấn đề chính của các hệ thống ABM. Nghiên cứu này bao gồm phát triển vài bộ dò hồng ngoại tiên tiến cho dẫn đường giai đoạn cuối, một số các thiết kế thân tên lửa, nhiên liệu rắn mới và mạnh hơn, và nhiều hệ thống để kiểm tra tất cả. Sau khi ngân quỹ bị cắt giảm một loạt vào cuối thập niên 1950, nghiên cứu đã bị đình trệ. Một nhánh của dự án là hệ thống Gerald Bull nhằm thử nghiệm vận tốc cao với giá rẻ, gồm các thân tên lửa được phóng từ một đạn sabot, sau này đã hình thành nên cơ sở của Dự án HARP.

## Sự phát triển từ thập niên 1960 đến thập niên 1970

### Nike-X, Sentinel và Safeguard
Nike X là một hệ thống của Mỹ với hai tên lửa, các loại radar và những hệ thống điều khiển kết hợp. Nguyên bản gốc là Nike Zeus (sau này được gọi là Spartan) được nâng cấp để có thể bay tầm xa và mang đầu đạn có sức công phá hơn 5 megaton dự định dùng để phá hủy các đầu đạn của đối phương với một vụ nổ giải phóng tia X ngoài khí quyền. Tên lửa thứ hai tầm ngắn hơn gọi là Sprint với gia tốc lớn được thêm vào để tiêu diệt các đầu đạn tránh được tên lửa Spartan tầm xa. Sprint là một tên lửa rất nhanh (một số nguồn tuyên bố nó tăng tốc lên 8.000 mph (13 000 km/h) trong 4 giây và chịu gia tốc trung bình 100 g) và có một đầu đạn tăng cường bức xạ W66 nhỏ công suất 1-3 kiloton để đánh chặn trong khí quyển.
Spartan phiên bản mới cũng thay đổi cả kế hoạch triển khai. Trước đó hệ thống Nike được bố trí gần các thành phố như một biện pháp phóng thủ cuối cùng, nhưng Spartan cho phép đánh chặn các đầu đạn từ xa cách hàng trăm dặm. Do đó thay đổi nền tảng nhằm tạo ra một ô phòng thủ tên lửa đạn đạo bao phủ hoàn toàn Mỹ, đã được dành cho một hệ thống có tên gọi là Sentinel. Khi hệ thống này tỏ ra không thể thực hiện được vì những lý do kinh tế, nhiều ý kiến đề xướng triển khai nhiều tên lửa nhỏ hơn sử dụng chung hệ thống, đó là Safeguard. Safeguard chỉ bảo vệ các căn cứ ICBM của Mỹ khỏi bị tấn công, về mặt lý thuyết bảo đảm rằng một cuộc tấn công có thể được đáp trả bằng các vụ phóng tên lửa của Mỹ, ví dụ như nguyên lý đảm bảo phá hủy lẫn nhau (mutually assured destruction).

### Hệ thống ABM của Nga
Vụ thử tiêu diệt tên lửa đạn đạo thực sự và thành công đầu tiên của ABM được chỉ đạo bởi Lực lượng Phòng không Xô viết (PVO) vào 1 tháng 3-1961. Một tên lửa V-1000 thử nghệm (một phần của chương trình "A" ABM) đã được phóng đi từ bãi bắn tập Sary-Shagan, phá hủy một đầu đạn giả tách ra từ một tên lửa đạn đạo R-12 phóng đi từ sân bay vũ trụ Kapustin Yar. Đầu đạn giả đã bị phá hủy bởi một vụ va chạm với 18.000 quả cầu carbide vonfam 140 giây sau khi phóng, trên độ cao 25 km. Hệ thống tên lửa V-1000 dù sao đã bị xem là không đáng tin cậy và bị hủy bỏ nhằm phát triển các ABM trang bị đầu đạn hạt nhân.
Chỉ có duy nhất một hệ thống ABM chống ICBM đã được sản xuất là hệ thống A-35. Hệ thống này ban đầu là một thiết kế một lớp có tầm bắn ra ngoài khí quyển, sử dụng tên lửa đánh chặn Galosh (SH-01/ABM-1). Nó được triển khai ở 4 vị trí quanh Moskva vào đầu thập niên 1970.
Ban đầu Liên Xô dự định triển khai ở nhiều vị trí, nhưng cuối cùng hệ thống A-35 đã bị giảm xuống còn 2 vị trí triển khai theo hiệp ước ABM 1972. Nó được nâng cấp vào thập niên 1980 thành hệ thống hai lớp có tên là A-135. Tên lửa tầm xa Gorgon (SH-11/ABM-4) được thiết kế để đánh chặn những mục tiêu bên ngoài khí quyển, và tên lửa tầm ngắn Gazelle (SH-08/ABM-3) sẽ tiêu diệt những mục tiêu thoát được tên lửa Gorgon. ABM-3 và hệ thống Safeguard của Mỹ có kỹ thuật tương tự nhau.

### Vấn đề phòng thủ chống lại MIRV

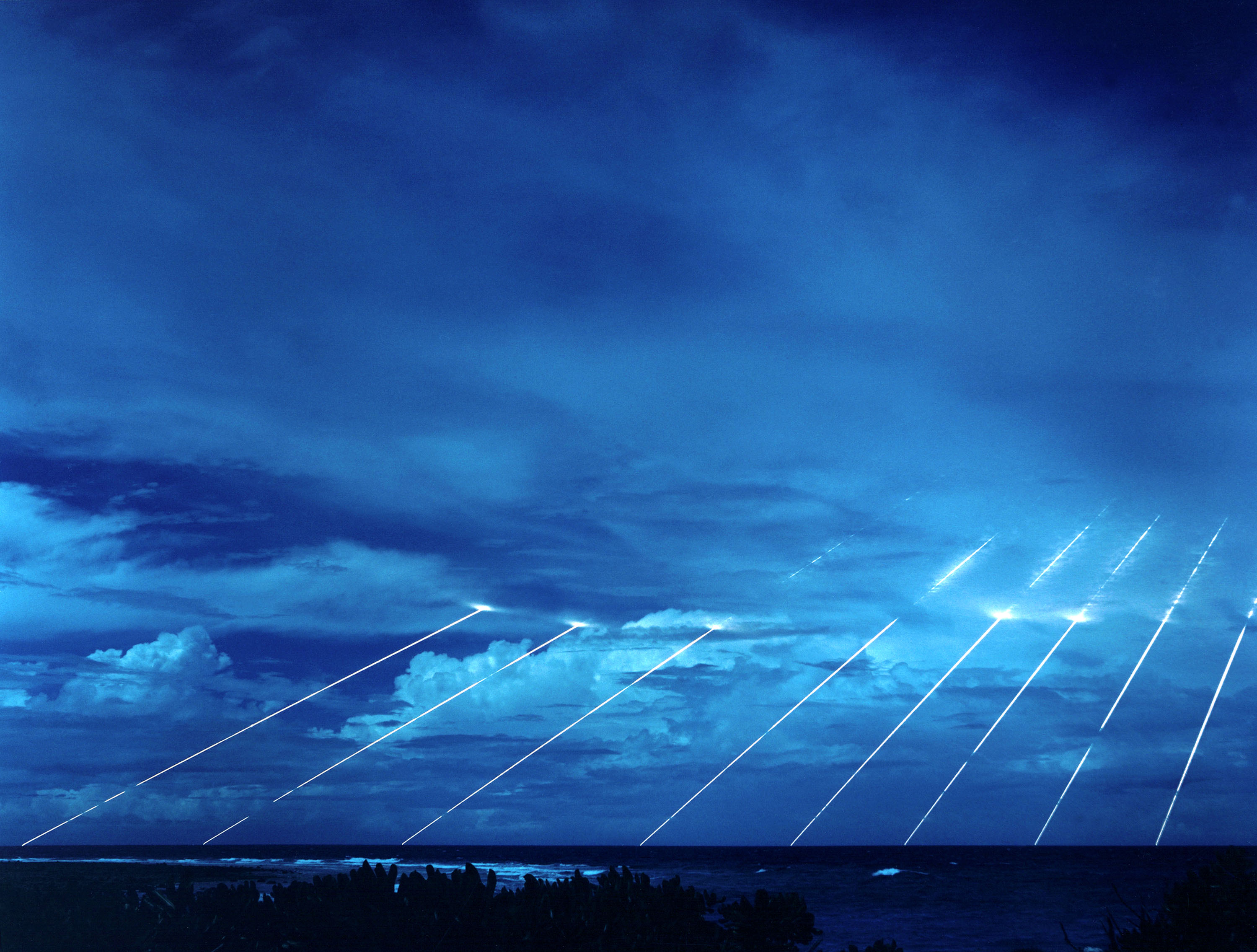
Thử nghiệm LGM-118A Peacekeeper, có 8 tia lửa từ chỉ một tên lửa. Mỗi một tia lửa là một đầu đạn, sức công phá gấp 25 lần vũ khí kiểu Hiroshima.

Các hệ thống ABM ban đầu được phát triển để chống lại những đầu nổ đơn được phóng đi từ các tên lửa đạn đạo liên lục địa (ICBM) lớn. Về mặt kinh tế học có vẻ đủ đơn giản; một khi chi phí tên lửa tăng nhanh chóng với kích thước, giá của ICBM phóng một đầu đạn lớn sẽ luôn lớn hơn so với nhiều tên lửa đánh chặn nhỏ hơn cần để bắn hạ nó. Trong một cuộc chạy đua vũ trang, phòng thủ luôn luôn chiến thắng.
Nhưng đã có nhiều thay đổi đột ngột khi các đầu đạn MIRV (multiple independently targetable reentry vehicle - phương tiện chứa nhiều đầu đạn tấn công nhiều mục tiêu độc lập) được đưa vào sử dụng. Ngay lập tức một bệ phóng không phải phóng một đầu đạn như riêng biệt, mà thay vào đó là nhiều đầu đạn. Hàng rào phòng thủ vẫn yêu cầu một tên lửa cho mỗi đầu đạn, như chúng vào qua một không gian rộng và không thể bị tấn công bởi vài đầu đạn từ một tên lửa chống tên lửa đơn. Lúc này phòng thủ lại có giá thành đắt hơn tấn công; tên lửa tấn công chỉ phải tăng thêm một ít chi phí để thêm vào các đầu đạn, hoặc mồi, so với bên phòng thủ phải xây dựng thiết bị đánh chặn cần thiết để bắn hạ nó.
Thành công của thử nghiệm trên hệ thống Nike X đã thuyết phục được chính quyền của Lyndon B. Johnson nhằm đề xướng một lá chắn phòng thủ ABM mỏng. Trong một bài diễn văn vào tháng 9-1967, Bộ trưởng quốc phòng Mỹ lúc đó là Robert McNamara đã mô tả lá chắn này là Sentinel. McNamara là một người phản đối ABM kín đáo vì chi phí tính khả thi của nó, McNamara đã tuyên bố Sentinel không phải được định hướng dùng để chống lại các tên lửa của Liên Xô (từ khi Liên Xô có đủ tên lửa để chôn vùi bất kỳ hệ thống phòng thủ của Mỹ), mà nó sẽ chống lại các mối đe dọa hạt nhân tiềm tàng từ Cộng hòa Nhân dân Trung Hoa.
Trong lúc đó, một cuộc tranh luận công khai về năng lực của các ABM các nổ ra. Thậm chí trước khi vấn đề MIRV khiến cho ABM không còn hiệu lực khả thi vào cuối thập niên 1960, một số khó khăn kỹ thuật đã làm dấy lên các câu hỏi về khả năng của hệ thống ABM trước các cuộc tấn công hàng loạt lớn. Một vấn đề là FOBS (Fractional Orbital Bombardment System - Hệ thống ném bom quỹ đạo phân đoạn) đưa ra các cảnh bảo nhỏ cho hệ thống phòng thủ. Vấn đề khác là độ cao EMP (xung điện từ) (dù từ đầu đạn hạt nhân tấn công hay phòng thủ) có thể làm hệ thống radar phòng thủ mất tác dụng.
Để những khó khăn về kỹ thuật sang một bên, cuộc tranh luận quay về một quan điểm kỳ quặc: không có sự phòng thủ toàn bộ nào tốt hơn bất kỳ sự phòng thủ nào. Tức là, một ý nghĩ sai lầm về sức mạnh an ninh có thể ủng hộ ABM-bảo vệ quốc gia để leo thang chống lại các mối đe dọa nhỏ, tin rằng chúng sẽ bảo vệ quốc gia chống lại bất kỳ sự đáp trả nào. Bởi lập luận này đơn giản cho việc bắt đầu triển khai một hệ thống ABM, như vậy có thể thúc đẩy một cuộc tấn công quy mô lớn trước khi nó có thể hoạt động được và do đó đáp trả lại một cuộc tấn công như vậy là vô ích. Khuynh hướng kỳ lạ của những lý lẽ đề này như vậy đã đặt hệ thống trong một vị trí dễ gây khủng hoảng: nó đã không thể hoạt động, nhưng nếu nó hoạt động thì tình hình sẽ tồi tệ hơn.

### Hiệp ước Tên lửa chống tên lửa đạn đạo 1972
Những vấn đề khác nhau về chính trị, kinh tế và kỹ thuật đã dẫn đến Hiệp ước ABM (Hiệp ước Chống tên lửa đạn đạo) năm 1972, hiệp ước này hạn chế việc triển khai các tên lửa chống tên lửa đạn đạo chiến lược (không phải chiến thuật) giữa Liên Xô và Mỹ.
Dưới hiệp ước ABM 1972 và hiệp ước sửa đổi 1974, mỗi quốc gia chỉ được phép triển khai một hệ thống ABM với chỉ 100 tên lửa đánh chặn nhằm bảo vệ một mục tiêu quan trọng. Liên Xô đã triển khai hệ thống A-35 (sử dụng tên lửa đánh chặn Galosh), nhằm bảo vệ Moskva. Mỹ triển khai hệ thống Safeguard (sử dụng tên lửa đánh chặn Spartan/Sprint) để bảo vệ căn cứ tên lửa đạn đạo tại Căn cứ không quân Grand Forks, North Dakota, năm 1975. Hệ thống Safeguard của Mỹ chỉ hoạt động trong một thời gian ngắn. Hệ thống của Nga đã được cải tiến với tên gọi A-135 và hiện vẫn đang bảo vệ quanh Moscow.
Vào ngày 13 tháng 6-2002, Mỹ đã đơn phương rút khỏi Hiệp ước Chống tên lửa đạn đạo và sau đó bắt đầu phát triển lại các hệ thống phòng thủ tên lửa mà trước đây bị ngăn cấm bởi hiệp ước song phương. Hành động này được thực hiện dưới lý do cần thiết phải bảo vệ nước Mỹ chống lại khả năng của một cuộc tấn công tên lửa từ một quốc gia thù địch.

## Sự phát triển của ABM trong thập niên 1980 và Chiến tranh Vùng vịnh
Sáng kiến Phòng thủ Chiến lược (Strategic Defense Initiative - SDI) thời kỳ của tổng thống Mỹ Reagan (thường được gọi là "Chiến tranh giữa các vì sao"), cùng với nghiên cứu về các loại vũ khí chùm năng lượng khác nhau, nhận được sự quan tâm mới trong phạm vi công nghệ của ABM.
SDI là một chương trình vô cùng tham vọng nhằm xây dựng một khiến chắn hoàn toàn kín chống lại một cuộc tấn công bằng ICBM ồ ạt từ Liên Xô vào Mỹ. Ý tưởng ban đầu được hình dung có quy mô rất phức tạp nhằm đưa lên quỹ đạo các trạm chiến đấu laser, những tấm gương rơ-le trên không gian, và những vệ tinh laser tia X có bơm hạt nhân. Nghiên cứu sau đó chỉ ra một số công nghệ dự kiến đó như laser tia X không khả thi với các kỹ thuật lúc đó. Nhưng nghiên cứu vẫn tiếp tục, SDI tiến triển qua những khái niệm khác nhau khi những nhà thiết kế nỗ lực vượt qua với khó khăn của một hệ thống phòng thủ liên hợp lớn như vậy. SDI tiếp tục là một chương trình nghiên cứu và chưa bao giờ được triển khai. Tuy nhiên vài công nghệ SDI đã được sử dụng trong các hệ thống ABM.
Tên lửa phòng không Patriot là hệ thống đầu tiên của Mỹ được triển khai như một hệ thống ABM chiến thuật, dù nó không được thiết kế theo nhiệm vụ ban đầu và do đó nó có những hạn chế. Nó được sử dụng trong Chiến tranh Vùng vịnh 1991 để thử đánh chặn các tên lửa Scud của Iraq. Các phân tích sau chiến tranh cho thấy các hệ thống Patriot ít hiệu quả hơn dự định ban đầu, vì radar và hệ thống điều khiển không có khả năng phân biệt các đầu đạn từ các đối tượng khác khi những tên lửa Scud tự hủy, khi chúng tới gần mục tiêu có nghĩa là rất khó để biến nó thành mục tiêu và để phân biệt mảnh nào của nó là đầu đạn và mảnh nào là mảnh vỡ đơn thuần.

## Sự phát triển ABM sau Chiến tranh Vùng vinh trong thập niên 1990

### Triển khai các ABM chiến thuật

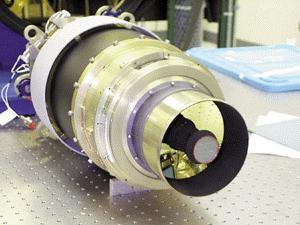
Phát triển vào cuối thập niên 1990, đây là Lightweight Exo-Atmospheric Projectile (LEAP) gắn trên tên lửa SM-2 Block IV được sửa đổi đang trang bị cho Hải quân Mỹ

Các thử nghiệm về ABM và công nghệ ABM tiếp tục diễn ra trong thập niên 1990 có cả thất bại lẫn thành công. Tuy nhiên sau Chiến tranh Vùng vịnh, người Mỹ đã cải tiến một số hệ thống phòng không. Patriot PAC-3 được phát triển và thử nghiệm sau Chiến tranh Vùng vịnh. PAC-3 là một hệ thống được thiết kế lại hoàn toàn của hệ thống được triển khai trong chiến tranh, kể cả một tên lửa mới hoàn toàn. Hệ dẫn đường, radar cải tiến và khả năng bắn trung mục tiêu của tên lửa được cải thiện, nên xác suất tiêu diệt mục tiêu lớn hơn so với hệ thống PAC-2 ban đầu. Trong chiến dịch Iraq tự do, các tuyên bố ban đầu về Patriot PAC-3, có tỷ lệ thành công gần 100% khi đánh chặn các tên lửa đạn đạo chiến thuật tầm ngắn (TBM), nhưng sau đó lại tuyên bố rằng nó chỉ đạt 70% ở Ả Rập Saudi, và 40% ở Israel. Tuy nhiên một khi không có tên lửa Scud tầm xa nào của Iraq được phóng đi thì hiệu quả của PAC-3 chống lại các tên lửa đạn đạo chiến thuật tầm xa không được kiểm chứng. Patriot cũng liên quan đến 3 vụ bắn nhầm mục tiêu bạn nổi tiếng, gồm có 2 vụ tên lửa của Patriot bắn trúng các máy bay của quân đồng minh và một vụ máy bay của Mỹ tấn công nhầm vào một khẩu đội Patriot.
Từ năm 1992 đến năm 2000, một hệ thống chống tên lửa đạn đạo của Lục quân Mỹ mang tên Terminal High Altitude Area Defense (THAAD - tạm dịch "Phòng thủ khu vực trên độ cao lớn giai đoạn cuối) mang tính thử nghiệm đã được triển khai tại Bãi phóng tên lửa White Sands. Các cuộc thử nghiệm diễn ra đã gặp thất bại, nhưng một cuộc thử nghiệm đánh chặn thành công đã diễn ra năm 1999. Một phiên bản mới của tên lửa Hawk đã được thử vào giữa thập niên 1990 và cuối năm 1998 phần lớn các hệ thống Hawk của Thủy quân lục chiến Hoa Kỳ đã được sửa đổi để hỗ trợ khả năng chống tên lửa đạn đạo chiến trường căn bản. Sau Chiến tranh Vùng vịnh, hệ thống chiến đấu Aegis đã được mở rộng bao gồm khả năng ABM. Hệ thống tên lửa Standard cũng được tăng cường và thử nghiệm đánh chặn tên lửa đạn đạo. Vào cuối thập niên 1990, tên lửa SM-2 block IVA đã được thử nghiệm trong vai trò phòng thủ tên lửa đạn đạo chiến trường. Hệ thống Standard Missile 3 (SM-3) cũng được thử nghiệm cho vai trò của một ABM. Năm 2008 một tên lửa SM-3 phóng đi từ tàu tuần dương lớp Ticonderoga mang tên USS Lake Erie, đã phá hủy thành công một vệ tinh không còn hoạt động
Tiêu chuẩn Có thể phóng ra những 3 (SM-3) hệ thống đã cũng được kiểm tra (cho) một vai trò ABM. Vào 2008 một tên lửa SM-3 được giới thiệu từ một tuần dương hạm Ticonderoga- lớp, những Mỹ Hồ Erie một cách thành công chặn đứng một vệ tinh không hoạt động.
Năm 1998, bộ trưởng quốc phòng Mỹ William Cohen đề xướng chi thêm 6,6 tỷ đô la cho chương trình phòng thủ tên lửa đạn đạo, nhằm xây dựng một hệ thống bảo vệ chống lại các cuộc tấn công từ Bắc Triều Tiên hay các tên lửa phóng từ Nga hay Trung Quốc. Hệ thống Arrow của Israel được kiểm tra lần đầu vào năm 1990, sau Chiến tranh Vùng vịnh lần thứ nhất. Hệ thống Arrow nhận được sự hỗ trợ của Mỹ trong suốt thập niên 1990.